# Aurel Rășcanu
Aurel Rășcanu (n. 11 aprilie 1950, Bogdănești, România) este un matematician, membru corespondent al Academiei Române (din 2022).
În prezent, este profesor universitar asociat și conducător de doctorat la Facultatea de Matematică a Universității „Alexandru Ioan Cuza” din Iași.